# Chino Valley
Chino Valley is een plaats (town) in de Amerikaanse staat Arizona, en valt bestuurlijk gezien onder Yavapai County.

## Demografie
Bij de volkstelling in 2000 werd het aantal inwoners vastgesteld op 7835.
In 2006 is het aantal inwoners door het United States Census Bureau geschat op 10.503, een stijging van 2668 (34,1%).

## Geografie
Volgens het United States Census Bureau beslaat de plaats een oppervlakte van
48,1 km², geheel bestaande uit land.

## Plaatsen in de nabije omgeving
De onderstaande figuur toont nabijgelegen plaatsen in een straal van 32 km rond Chino Valley.